# Clematis columbiana
Clematis columbiana, llamada clemátide de las rocas, es una planta del género Clematis. Se distribuye por el occidente de Norteamérica, en especial desde el estado de Columbia Británica, Oregón, Wyoming hasta Dakota del Sur.

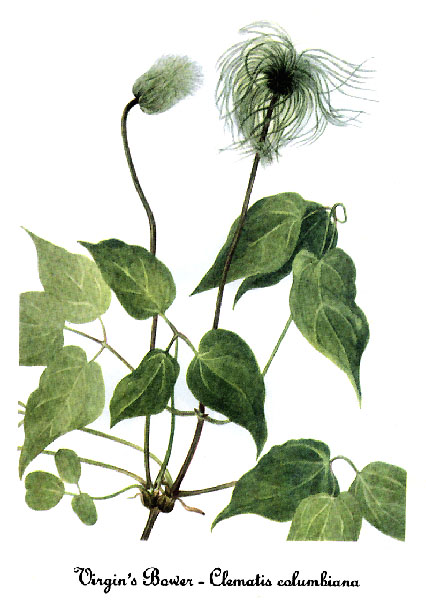
Litografía

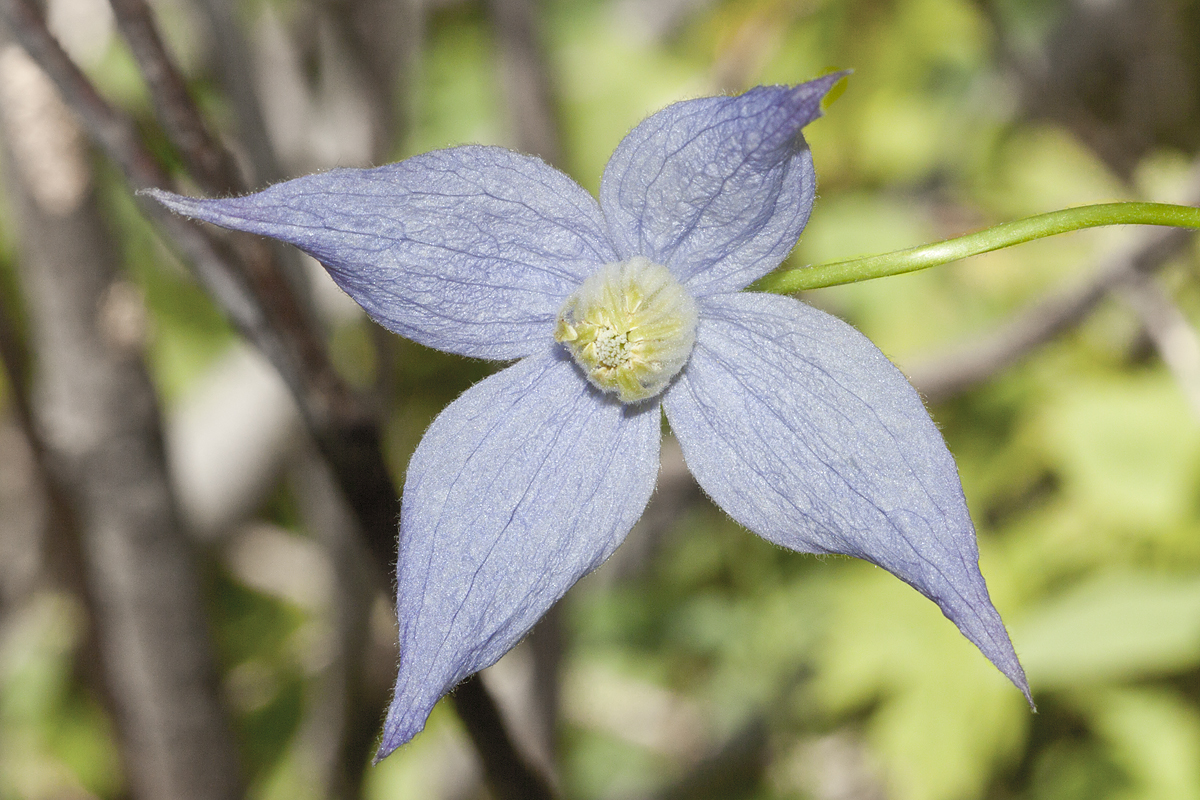
Detalle de la flor

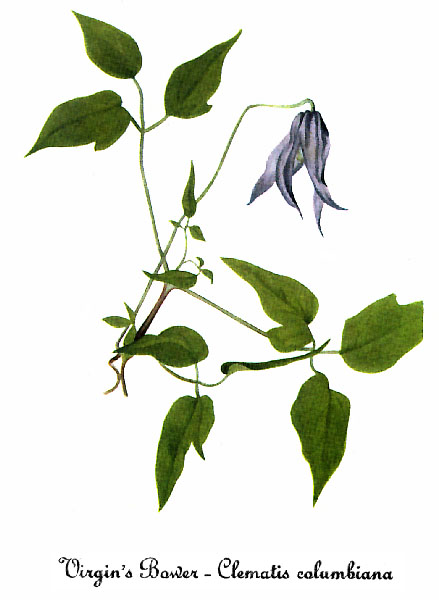
Litografía

## Descripción
Es una vid trepadora o rastrera perenne que puede crecer hasta 3 m. Las hojas son trilobuladas con márgenes serrados. Las flores solitarias y en forma de paraguas, presentan 4 tépalos de color violeta a azulado. El fruto es un aquenio plumoso.

## Usos
Los indígenas norteamericanos la usaban para tratar eczemas y para lavarse el cabello contra la caspa. La infusión fría de la planta es usada por la medicina tradicional como loción para aliviar los tobillos o las rodillas hinchadas. Una cataplasma de las hojas machacadas y humedecidas se aplica como desodorante para disminuir el sudor en los pies.

## Taxonomía
Clematis columbiana fue descrita por (Nutt.) Torr. & A.Gray y publicado en A Flora of North America: containing . . . 1(1): 11, en el año 1838.
Etimología
Clematis: nombre genérico que proviene del griego klɛmətis. (klématis) "planta que trepa".
columbiana: epíteto geográfico que alude a su localización en la Columbia Británica.
Variedades
La variedad Clematis columbiana var. tenuiloba se encuentra en las montañas hasta 2.500 m s. n. m. en tanto que C. columbiana var. columbiana solamente crece en las tierras bajas.
Sinonimia
- Atragene columbiana Nutt.
- Atragene diversiloba (Rydb.) Rydb.
- Atragene pseudoalpina (Kuntze) Rydb.
- Atragene pseudoalpina var. diversiloba Rydb.
- Atragene repens (Kuntze) Rydb.
- Clematis alpina var. repens Kuntze
- Clematis occidentalis var. albiflora Cockerell
- Clematis pinetorum Tidestr.
- Clematis pseudoalpina (Kuntze) A.Nelson
- Clematis pseudoatragene Kuntze
- Clematis pseudoatragene subsp. pseudoalpina Kuntze
- Clematis pseudoatragene var. pseudoalpina Kuntze
- Clematis pseudoatragene subsp. wenderothioides Kuntze[4]